# E-Cycling
E-Cycling ist eine Sportart, bei der Radsport – vorwiegend Straßenradsport – in einer virtuellen Umgebung simuliert wird. Es ist zu unterscheiden vom Radfahren mit elektrischer Unterstützung (E-Bike). E-Cycling wird meist dem E-Sport zugerechnet, unterscheidet sich aber vom Wettkampf mit Computerspielen durch die erbrachte physische Leistung.

## Prinzip

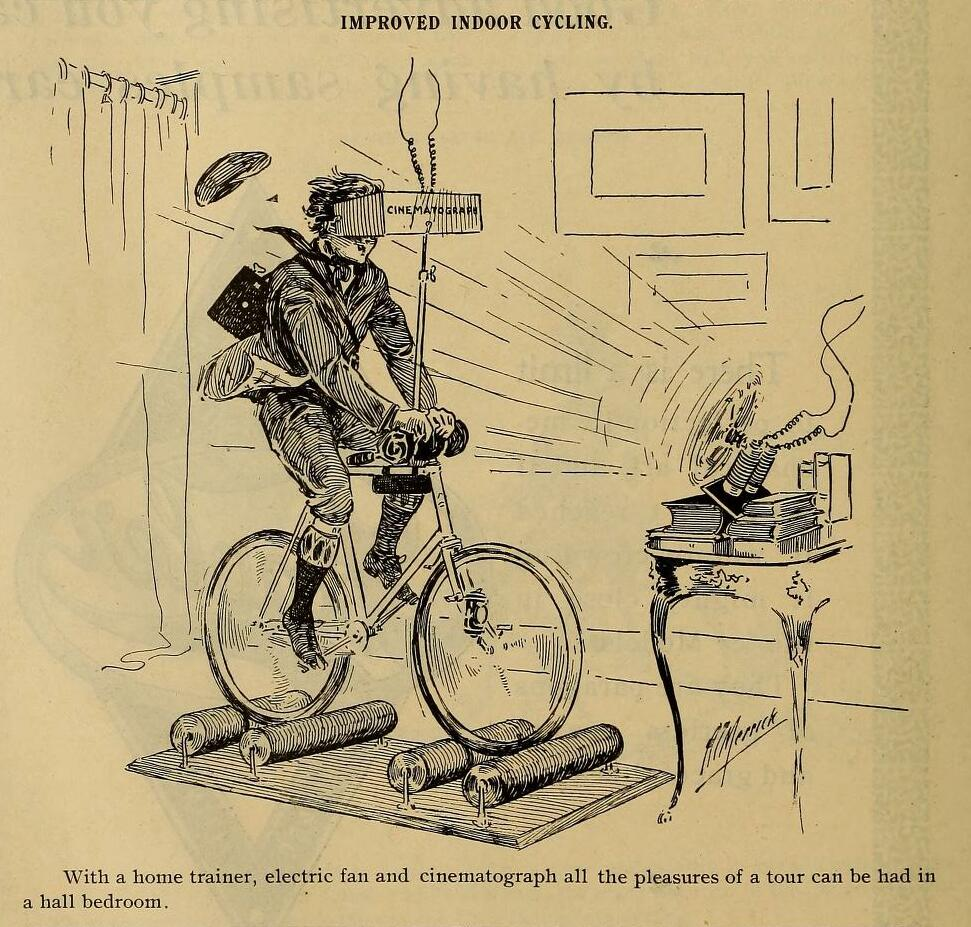
Bereits Ende des 19. Jahrhunderts gab es Vorstellungen von Radfahren in virtuellen Umgebungen (Cartoon von 1897).

Zum E-Cycling werden Fahrradergometer oder Rennräder auf Rollentrainern verwendet. Die vom Fahrer erbrachte und per Powermeter gemessene Leistung treibt einen Avatar an, der sich in einer virtuellen Umgebung mit anderen misst. Für den Betrieb ist üblicherweise eine Internet-Verbindung vonnöten.
Eine Reihe von Anbietern stellen Apps für E-Cycling zur Verfügung. Je nach Plattform gibt es eine Reihe von Kursen, die der realen Welt entnommen sind oder auch der Phantasie der Anbieter entspringen. Bei den Rennen werden physische Aspekte des Radsports mehr oder weniger genau simuliert, darunter Steigungen und Windschattenfahren. Eine wichtige Rolle bei der Umrechnung der Tretleistung spielt zudem das Gewicht des Fahrers. Andere Aspekte des Straßenradsports wie Fahrtechnik, Positionierung im Feld oder Aerodynamik spielen hingegen keine Rolle. Zusätzlich können spielerische Elemente einfließen wie „Power-Ups“, die das Gewicht des Fahrers verändern oder den Gegnern das Windschattenfahren erschweren.

## Wettbewerbe
Neben den Wettbewerben, die von E-Cycling-Anbietern veranstaltet werden, hat E-Cycling das Interesse großer Sportverbände geweckt, so des Radsport-Weltverbands UCI sowie des Internationalen Olympischen Komitees (IOC).
Die UCI nahm auf ihrem Kongress im September 2018 erstmals die Ausrichtung von Online-Events in ihre Satzung auf; seit 2020 organisiert sie E-Cycling-Weltmeisterschaften. Diese fanden zunächst in Zusammenarbeit mit Zwift statt, ab 2024 soll MyWhoosh die Ausrichtung übernehmen. Als Reaktion verkündete Zwift die Schaffung einer Konkurrenz-Veranstaltung.
Während der Corona-Pandemie, die den internationalen Radsport monatelang lahmlegte, wurden zudem virtuelle Versionen mehrerer Rennen abgehalten, etwa der Flandern-Rundfahrt, der Tour de Suisse (unter dem Namen The Digital Swiss 5) oder der Tour de France.
Das IOC veranstaltete 2023 in Singapur die erste Ausgabe ihrer so genannten Olympic Esports Series, bei der auch E-Cycling vertreten war; hierbei kam wiederum Zwift zum Einsatz. Die Veranstaltungsserie soll in Zukunft jedes Jahr stattfinden.

## Verhältnis zum Straßenradsport
E-Cycling wird mittlerweile von Elite-Radsportlern als Ergänzung oder Alternative zum üblichen Training genutzt. Diese Trainingsform gewann insbesondere während der Corona-Pandemie an Attraktivität, als es keine Wettkämpfe gab und selbst Trainingsfahrten infolge von Ausgangsbeschränkungen in vielen Ländern nicht möglich waren. Die Benutzerzahlen von Zwift stiegen von April bis Oktober 2020 um 380 % an. Die ersten E-Cycling-Weltmeisterschaften bei den Frauen gewann Ashleigh Moolman-Pasio, die zu den besten Straßenfahrerinnen zählte.
Umgekehrt dient E-Cycling Fahrern als Sprungbrett für eine Karriere im Straßenradsport. Die WM-Medaillengewinner Jason Osborne, Loes Adegeest oder Jay Vine erhielten aufgrund ihrer Leistungen auf Zwift Profi-Verträge bei WorldTour-Mannschaften.